# Cal Giralt (Montblanc)
Cal Giralt és una obra de Montblanc (Conca de Barberà) protegida com a Bé Cultural d'Interès Local.

## Descripció
Les façanes a nivell de planta baixa són de maçoneria amb carreus. La resta està arrebossada i presenta una decoració esgrafiada molt senzilla al voltant de les obertures. Al pis superior, la decoració esgrafiada forma rectangles concèntrics. Al primer pis hi ha tres balcons amb muntants i arcs escarsers de pedra; damunt del balcó central hi ha la data de 1790.